# Diaspis miranda
Diaspis miranda är en insektsart som först beskrevs av Cockerell 1898.  Diaspis miranda ingår i släktet Diaspis och familjen pansarsköldlöss. Inga underarter finns listade i Catalogue of Life.